# Fokker E.IV
A Fokker E.IV (Eindecker) együléses, monoplán német vadászrepülőgép volt az első világháborúban. 1916 tavaszán jelent meg a nyugati fronton.

## Előzmények
Az E.IV a Fokker E.III gép továbbfejlesztése volt, amely elsősorban erősebb, nagyobb motort kapott az előző típushoz képest, ami lehetővé tette 2, illetve három géppuska felszerelését is a gépre, továbbá a 100 LE-s motor 160 LE-s motorra cserélésével a végsebesség növekedését is várták. A prototípus gyári azonosítója M.15 volt és ezen a gépen három géppuska volt, amelyek 15 fokos szögben felfelé irányultak. A gépet Oswald Bölcke tesztelte  A három fegyver szinkronizálása a propellerrel túl bonyolult szerkezetnek bizonyult, amely igen könnyen meghibásodhatott ezért a szériában gyártott E.IV-nél már visszatértek az egyszerűbb szinkronizációs szerkezettel megvalósítható kettő darab géppuskás változathoz, illetve a géppuskák irányzékának 15 fokos módosítását is megszüntették.

## Története
Az első E.IV gépek 1915 szeptemberében kerültek ki a frontra és elsősorban az elit csapatok, a legjobb pilóták kapták meg őket. Az új típus azonban nem váltotta be a hozzá fűzött reményeket. Jóllehet az új, erősebb motorral a gép tényleg gyorsabb volt, azonban az átalakításokkal sokat vesztett a manőverezhetőségéből az E.III-hoz képest, mivel a nehezebb motor instabillá tette a gépet. Ezen túlmenően az új, bonyolultabb motor sokkal kevésbé volt megbízható, gyakrabban fordultak elő meghibásodások.
Ezen problémák és a modernebb duplafedelű Albatros gépek megjelenése következményeként összesen mindössze 49 darab E.IV készült.

## Hadrendbe állító országok
Német Birodalom
- Luftstreitkräfte (48 db gép)
- Kaiserliche Marine (1 gép)

## Pilóták
- Oswald Bölcke
- Max Immelmann